# Edward Rolski
Edward Rolski (ur. 8 października 1837 w Warszawie, zm. 12 marca 1863 w Drążdżewie) – komisarz województwa płockiego w czasie powstania styczniowego.
Syn Teodora, byłego kapitana wojsk polskich, brat Józefa Rolskiego, członka Komitetu Centralnego Narodowego. Był członkiem Komitetu Centralnego, działaczem obozu "Czerwonych". Od początku powstania styczniowego działał w Płockiem. Był komisarzem wojskowym woj. płockiego od grudnia 1862 do 12 marca 1863. Walczył w powstaniu w stopniu podpułkownika jako adiutant Zygmunta Padlewskiego. Zginął w potyczce pod Drążdżewem, osłaniając odwrót oddziałowi Padlewskiego. Pochowany w Drążdżewie, upamiętnia go kopiec koło kościoła, jego imię nosi też miejscowa szkoła. 
Występuje w powieści Piotra Choynowskiego pt. Kuźnia z 1918 r.